# フェルディナンド・スキアンナ
フェルディナンド・スキアンナ（1943年7月4日 - ）は、イタリアの写真家である。1966年にナダール賞を受賞し、1989年にマグナム・フォトの正会員となる。 数多くの写真集を制作している。